# Вишгородський з'їзд 1072
Вишгоро́дський з'їзд 1072 р. — перший з відомих літописові князівських з'їздів.
Троє старших Ярославичів — Ізяслав Ярославович, Святослав Ярославич і Всеволод Ярославович,— що купно правили Руссю, зібралися у Вишгороді з нагоди церемонії перенесення мощей Бориса і Гліба до нещодавно збудованої церкви. Деякі історики гадають, що саме того року Бориса і Гліба було проголошено першими руськими святими.
У Вишгородському з'їзді брали участь митрополит, вищі церковні сановники й бояри, близькі до Ярославичів. Сам з'їзд і перенесення мощей, напевне, мали символізувати єднання Ярославичів, тріумвірат яких уже тоді почав розколюватись.
Авторитети в галузі давньоруського права (М. М. Тихомиров, С. В. Юшков, Л. В. Черепній) вважають, що на з'їзді у Вишгороді було затверджено «Правду Ярославичів».